# モンラー (ミャンマー)
座標: 北緯21度40分19秒 東経100度0分58秒 / 北緯21.67194度 東経100.01611度
モンラー（ミャンマー語: မိုင်းလား, ラテン文字転写: Mong La ビルマ語発音: [máɪɰ̃lá]; シャン語: မိူင်းလႃး၊ ဝဵင်း; 中国語: 勐拉, 拼音: Měnglā）は、ミャンマー・シャン州の町である。近距離にあり発音も似た勐臘（拼音: Měnglà）と区別するため、小勐拉と呼ぶこともある。
ミャンマー・中国の国境に位置し、国境線を挟んで雲南省シーサンパンナ・タイ族自治州勐海県打洛鎮と対峙しており、打洛口岸が設置されている。
ミャンマー領でありながら、電力や携帯電話通信は中国から提供され、北京標準時間も併用、通貨としてチャットの他、人民元も流通している。